# Umberto Dadone
Umberto Dadone (La Spezia, 1904 – Alessandria, 17 aprile 1982) è stato un allenatore di calcio italiano.

## Biografia
Nacque alla Spezia da padre ferroviere; cresciuto ad Alessandria, si avvicinò al mondo del calcio giocando nei campionati dell'Unione Libera Italiana del Calcio.
Venditore ambulante (ricordava il suo allievo Luigi Bussetti: «un ombrello aperto era il banco di lavoro di "Berto", dentro esponeva fazzoletti e calze di nylon che vendeva nelle piazze»), si dedicò per oltre quarant'anni alla crescita di giovani calciatori per l'Unione Sportiva Alessandria; per quest'attività fu nominato Cavaliere della Repubblica e fu premiato, nel 1966, con la Targa d'oro della Federazione Italiana Giuoco Calcio; si calcola che al termine della carriera abbia lanciato 121 calciatori professionisti.
Morì nel 1982, a 77 anni.

## Carriera
Risulta si sia dedicato all'allenamento dei giovani atleti sin dall'età di vent'anni; malgrado la società stesse abbandonando i vertici del calcio nazionale, per la sua attività è stato considerato un ideale prosecutore dell'opera di George Arthur Smith e Carlo Carcano, che tra i primi in Italia avevano mostrato attenzione per la valorizzazione dei vivai, dando vita alla cosiddetta «scuola alessandrina del foot-ball».
Da allenatore delle giovanili vinse a Firenze, il 26 giugno 1949, il campionato nazionale Juniores, superando in finale per sorteggio l'Albatrastevere. Citando cronache d'epoca, la giornalista Mimma Caligaris gli ha attribuito il merito di aver portato la squadra ad un alto grado di preparazione tecnica: «il lavoro di Dadone non è posto in risalto per la sua eccessiva modestia».
Ricordato come il "Mago" o il "Maestro", lanciò tra gli altri Cinzio Scagliotti, Aristide Coscia, Mario Foglia, Gino Armano, Mario Pietruzzi, Bussetti ed Anselmo Giorcelli. Continuò la sua opera collaborando con l'Arsenal, piccola formazione alessandrina nella quale emersero Riccardo Sogliano e Gaetano Legnaro. Nel 1966 la FIGC lo premiò con la Targa d'Oro per il settore giovanile «quale riconoscimento per l'opera di propaganda svolta nelle file dell'Alessandria».
In alcune occasioni seguì anche la prima squadra: curò in piena guerra, nel 1944-1945, l'attività non ufficiale della raffazzonata compagine grigia (le cosiddette «partite della bistecca», per via dei premi consistenti in generi alimentari di prima necessità) ed assunse poi l'incarico ad interim tra la gestioni de Felice Borel e quella di Lajos Nemes Kovács (che supportò nel ruolo di vice per due stagioni fino al 1948) nel corso del campionato di Serie A 1946-1947.